# جبريل فوينتيس
جبريل فوينتيس (بالإسبانية: Gabriel Fuentes)‏ هو لاعب كرة قدم كولومبي في مركز الدفاع، ولد في 9 فبراير 1997 في سانتا مارتا في كولومبيا. لعب مع أتلتيكو جونيور.

## وصلات خارجية
- جبريل فوينتيس على موقع قاعدة بيانات كرة القدم.إي يو (الإنجليزية)
- جبريل فوينتيس على موقع Soccerway.com (الإنجليزية)